# Эмиратская офисная башня
Эмиратская офисная башня (англ. Emirates Office Tower) — это 54-этажное офисное здание в городе Дубай, ОАЭ. Соединён с 56-этажным Jumeirah Emirates Towers Hotel. Вместе они составляют комплекс «Emirates Towers», но Emirates Office Tower выше, чем Jumeirah Emirates Towers Hotel. Высота здания составляет приблизительно 354 метра. По состоянию на 2024 год по высоте Башня занимает 35-е место в Азии и 77-е в мире.

## Ссылка
- Страница небоскрёба